# 數學大學生教材

系列丛书的封面

數學大學生教材（Undergraduate Texts in Mathematics，簡稱UTM）是由施普林格出版的一系列大學程度之數學教科書。這一系列的書與施普林格其他數學系列的書一樣，都是具相同尺寸的黃色封面書籍。
這一系列的書會傾向於寫成較「數學研究生教材（Graduate Texts in Mathematics）系列」更簡單，但是這兩個系列在難度與內容有不少交集。
本书没有像《数学研究生教材》系列那样采用 Springer-Verlag 编号。本书中的书籍按出版年份编号。

## 另見
- 數學研究生教材

## 外部連結
- .   [2015-09-16]. （原始内容存档于2007-05-20）.